# Šamil Munasipovič Abdrašitov
Šamil Munasipovič Abdrašitov (rusko Шами́ль Мунасыпович Абдраши́тов, tatarsko Шамил Мөнасип улы Габдерәшитов, Şamil Mөnasip uğlı Ğabderəşitov), sovjetski častnik, vojaški pilot in letalski as, * 19. maj 1921, † 4. maj 1944 (KIA).
Abdrašitov je v svoji vojaški karieri dosegel 16 samostojnih zračnih zmag.

## Življenje
Med drugo svetovno vojno je v sestavi 402. lovskega letalskega polka opravil 155 bojnih poletov in bil udeležen v 17 zračnih bojev.

## Odlikovanja
- heroj Sovjetske zveze